# Śrawana (nakszatra)
Śrawana (Dewanagari: श्रवण) – nakszatra, rezydencja księżycowa.
Termin używany w astrologii dźjotisz do określenia części Zodiaku znajdującej się w Wodniku.
Śrawana oznacza słuchanie i jest to nakszatra całkowitej ciszy.
Mottem tej konstelacji jest przyjmowanie i słuchanie. Czas pod wpływem tej nakszatry charakteryzuje się tym, że łatwo przyjmujemy informacje a zmysł słuchu jest bardziej wrażliwy.